# Энциклопедия национал-социализма
Энциклопедия национал-социализма (нем. Enzyklopädie des Nationalsozialismus) — однотомное справочное издание об истории и политическом устройстве нацистской Германии. Научными редакторами выступили историки Вольфганг Бенц, Герман Грамль и Герман Вайс. Первое издание вышло в 1997 году в издательстве Klett-Cotta Verlag, пятое — в 2007 году в издательстве dtv Verlagsgesellschaft.

## Содержание
Энциклопедия состоит из трёх разделов. Первый раздел (руководство) представляет собой обзор из 25 очерков (первоначально 22), за которым следует второй с примерно 1400 статьями и, наконец, аннотированный указатель 1100 исторических личностей с хорошими краткими аннотированными биографиями к первым двум частям. Факты дополнены многочисленным наглядным материалом — иллюстрациями, картами и графиками.
Над энциклопедией работало в общей сложности 132 автора из немецкоязычных и других стран, в том числе такие историки, как Бернд-Юрген Вендт, Герман Глейзер, Бернвард Дорнер, Ян Кершоу, Мари-Луиза Рекер и Агнес Сагвари.
Разнообразие тем очерков охватывает различные области, включая «Фюрер и культ Гитлера» (Ян Кершоу), «Пропаганда» (Винфрид Ранке), «Расовая политика и геноцид» (Конрад Квит), «Внешняя политика» (Бернд-Юрген Вендт), «Правосудие и внутреннее управление» (Эрнст Риттер), «Вермахт» (Герд Рольф Юбершер), «Экономика» (Вернер Бюрер), «Социальная политика» (Мария-Луиза Рекер), «Наука» (Михаэль Грюттнер), «Искусство» (разные авторы), «Церкви и религия» (Курт Новак), «Молодёжь» (Рольф Шёркен), «Женщины» (Уте Фреверт), «Спорт» (Вольф-Дитер Маттауш), «Технология» (Карл-Хайнц Людвиг), «Преследование» (Людвиг Эйбер), «Эмиграция» (Мария-Луиза Крейтер), «Сопротивление» (Герман Грамль), «Мировая война 1939–1945» (Томас Бертрам) и «Источники по национал-социализму» (Хайнц Боберах).

## Издания

### Бумажное
- Enzyklopädie des Nationalsozialismus / hrsg. von Wolfgang Benz, Hermann Graml und Hermann Weiß. — Stuttgart : Klett-Cotta, 1997. — VIII, 900 S. : Ill., graph. Darst., Kt. — ISBN 3-608-91805-1
- Enzyklopädie des Nationalsozialismus / hrsg. von Wolfgang Benz, Hermann Graml und Hermann Weiß. — München: Deutscher Taschenbuch-Verlag, 1997. — VIII, 900 S. : Ill., graph. Darst., Kt. (dtv ; 33007). — Orig.-Ausg. im Verlag Klett-Cotta, Stuttgart. ISBN 3-423-33007-4
- Enzyklopädie des Nationalsozialismus / Hrsg. von Wolfgang Benz, Hermann Graml, Hermann Weiß. — 3., korrigierte Aufl. — Stuttgart: Klett-Cotta, 1998. — 900 p. ISBN 3-608-91805-1
- Enzyklopädie des Nationalsozialismus / Hrsg. von Wolfgang Benz, Hermann Graml, Hermann Weiß. — 5. Auflage. — München: dtv, 2007. — 991 S. ISBN 3-423-34408-3

### Электронное
- Enzyklopädie des Nationalsozialismus, Herausgegeben von Wolfgang Benz, Hermann Graml und Hermann Weiß. Mit zahlreichen Abbildungen, Karten und Grafiken, 3., korr. Auflage: Klett-Cotta, Stuttgart 1998, digitale Ausgabe

В 1998 году издательством Directmedia Publishing энциклопедия была издана на компакт-диске в качестве 25-го тома серии «Цифровая библиотека. Электронная версия также состоит из трёх частей. По просьбе редакторов бумажного издания были устранены опечатки и исправлены ошибки. Для удобства работы с текстом были добавлены перманентные маркеры трёх разных цветов, при этом все пометки автоматически выносятся в отдельный список.

## Оценки
Журналист и писатель Фридеман Бедёрфтиг в Die Welt, в рецензии на первое издание, отметил, что «такой большой размах мысли уже способен напугать рецензента: редакторы Вольфганг Бенц, Герман Грамль и Герман Вайс собрали 132 автора для проекта, который, разумеется, вряд ли было бы возможно осуществить с меньшими усилиями», указав, что в предисловии «Энциклопедии национал-социализма» сказано, что она призвана «предоставить все необходимые сведения об учреждениях и организациях, о событиях и понятиях, о фактах и данных связанных с национал-социалистической идеологии и её воплощением в жизнь в нацистском государстве». Бедёрфтиг подчеркнул, что «результат впечатляет: действительно всеобъемлющий справочник, устанавливающий стандарты», поскольку энциклопедическое издание «оказывается надёжным почти при всех выборочных проверках и сочетает в себе необходимую краткость при неукоснительной дотошности по многим вопросам». Хотя и заметил, что «это же преимущество также является и уязвимостью: мы здесь имеем дело с работой состоящей из нескольких частей, что часто требует перекрёстного поиска». Говоря о первой части, представляющей наибольший интерес для знатоков, Бедёрфтиг указал, что она содержит «27 обширных статей известных современных историков обобщающих на 340 страницах основные темы — от пропаганды до технологий (очень похвально, поскольку ими пренебрегают!), от эмиграции до спорта» и построена «не в алфавитном порядке, а по системе, которая не совсем понятна, хотя это не несёт затруднений, учитывая небольшое количество статей». Он отметил, что представленные в них «обзоры сообщают о последнем состоянии исследований и являются непревзойдённым введением в соответствующую проблемную область», а также подчеркнул, что «некоторые статьи, такие как повествование Бернда-Юргена Вендта о нацистской внешней политике, делают излишним даже чтение объёмистых монографий». Кроме того, «ссылки на библиографию были тщательно отобраны, чтобы обеспечить её современность и доступность». Рассматривая вторую часть — «ядро труда» — Бедёрфтиг отметил, она «охватывает почти 500 страниц и предлагает около 1000 статей, в основном коротких и насыщенных фактами». При этом он заметил, что «было бы придиркой перечислять, чего в ней недостаёт», поскольку это не удалось даже вышедшей в 1993 году «Энциклопедии Холокоста» в 2000 страниц. В то же время он обратил внимание на то, что события Второй мировой войны представлены очень скудно, военные действия на Дальнем Востоке представлены лишь противостоянием США и Японии, а также на то, что Веймарская республика, предшествовавшая Третьему рейху, упомянута лишь «в нескольких существенных статьях (Мировой экономический кризис, Версальский мир и др.)», как и «почти не упоминается (ни демонтаж, ни денацификация)» вся послевоенная история. Кроме того, Бедёрфтиг указал, что «не всегда понятно, по каким критериям вводились места боёв: Эль-Аламейн — есть, Тобрук — нет, Дрезден — есть, Гамбурга — нет, Дюнкерк — есть, Курска — нет». Рассматривая третью часть он указал, данные представлены в виде «очень кратких изложений», попутно отметив, что «касательно важных личностей это не имеет большого значения, потому что их можно найти во всех общих справочниках», однако в случае «сообщников и жертв режима, которые обычно появляются только в данном контексте, очень хотелось бы получить более подробные биографии». Бедёрлинг подчеркнул, что в предисловии к энциклопедии было объявлено, хотя редакторы действительно «уделили много внимания» справочной системе, тем не менее нельзя назвать вполне удовлетворительным сетевое взаимодействие, поскольку «прежде всего, хотелось бы, чтобы связь раздела с отличным очерка о лексике была более обширной». Бедёрфтиг подытожил: «„Энциклопедия национал-социализма“ несомненно станет образцовым изданием».
Специалист библиотеки Мангеймского университета Клаус Блик отметил, что издание впечатляет, поскольку «132 автора внесли свой совместный вклад в 26 статей в „Справочник“ (нем. Handbuch), около 1000 ключевых понятий в так называемом „Лексиконе“ (нем. Lexikons) и обширном „Указателе личностей с краткими биографиями“ (нем. Personenregister mit Kurzbiographien)».